# Sadzawka (Włoszczowice)
Sadzawka – część wsi Włoszczowice w Polsce, położona w województwie świętokrzyskim, w powiecie pińczowskim, w gminie Kije.
W latach 1975–1998 Sadzawska administracyjnie należała do województwa kieleckiego.